# Акіра Кікуті
Акіра Кікуті (яп. 菊地昭; нар. 23 липня 1978) — японський боєць змішаних єдиноборств, що професійно виступав у 2002—2007 роках у легких та напівсередній категоріях на Shooto, K-1 та GCM.
Вважається одним з найкращих японських бійців 2000-х.

## Кар'єра змішаних бойових мистецтв
25 січня 2002 на Shooto — Treasure Hunt 2 в першому раунді переміг армбаром Йоічі Фукумото.
27 липня 2003 на Shooto 2003 — 6/27 in Hiroshima Sun Plaza переміг в першому раунді переміг армбаром Сеічі Ікемото.
Вперше програв бійцю UFC Джеку Шеделсу (який потім переміг Тайрона Вудлі) рішенням.
6 липня 2005 на K-1 — Hero's 2 нокаутував Кацуя Іноуе.
17 лютого 2006 програв легенді дзюдо Шінья Аокі одностійним рішенням суддів. Рівно через рік знову проте цього разу роздільним.
Здобувши 16 перемог і 3 поразки, на GCM — Cage Force 4 зіткнувся з японським бійцем UFC Йошіюкі Йошідою якому вперше програв нокаутом та завершив кар'єру.